# Списак комеморативних кованица Совјетског Савеза
У Совјетском Савезу су од 1965. до 1991. године објављени комеморативни новчићи. Већина њих је направљена од легуре бакра и никла, али постоје и сребрени новчићи, златни новчићи, од паладијума и платине. Сви новчићи су ковани или у Московској ковници новца или у Санкт Петербуршкој ковници новца.

## Кованице од легуре бакра и никла
| Година | Апоен      | Комеморативни предмет                                                                                   | Посвећено | Укупно исковано                            | Слика |
| ------ | ---------- | --- | --- | ------------------------------------------ | ----- |
| 1965   | 1 рубља    | 20. годишњница победе совјетског народа над фашистичком Немачком у Великом патриотском рату (1941-1945) | Споменик "Војник ослободилац", направњен од стране Јевгенија Вучетича у Парку Трептовер                                                                  | 60,000,000 (11,250 степен јачине)          |       |
| 1967   | 10 копејки | 50 година совјетске власти                                                                              | Московски музеј космонаутике, сунце у позадини | 50.000.000 (211,250 of them степен јачине) |       |
| 1967   | 15 копејки | 50 година совјетске власти                                                                              | Радник и колхозница споменик, датуми: "1917", "1967" | 50,000,000 (211,250 степен јачине)         |       |
| 1967   | 20 копејки | 50 година совјетске власти                                                                              | Аурора (крстарица) | 50,000,000 (211,250 степен јачине)         |       |
| 1967   | 50 копејки | 50 година совјетске власти                                                                              | Владимир Лењин | 50,000,000 (211,250 степен јачине)         |       |
| 1967   | 1 рубља    | 50 година совјетске власти                                                                              | Владимир Лењин | 52,500,000 (211,250 степен јачине)         |       |
| 1970   | 1 рубља    | 100. година од рођења Владимира Лењина                                                                  | Владимир Лењин, датум: "1870—1970" | 100.000.000 (111,250 степен јачине)        |       |
| 1975   | 1 рубља    | 30. годишњица победе совјетског народа над фашистичком Немачком у Великом патриотском рату (1941-1945)  | Скулптура Јевгенија Вучетича "Мајка отаџбина зове!" на брду Мамајев Курган, петокрака звезда са чекићем и српом у центру, датира: "1941-1945"            | 16,000,000 (1,011,250 степен јачине)       |       |
| 1977   | 1 рубља    | 60. годишњица Октобарске револуције                                                                     | Владимир Лењин, Аурора (крстарица), Московски музеј космонаутике, Рутхерфордов модел атома                                                               | 5,000,000 (13,250 степен јачине)           |       |
| 1977   | 1 рубља    | Игре 22. олимпијаде у Москви                                                                            | Емблем | 9,000,000 (335.000 степен јачине)          |       |
| 1978   | 1 рубља    | Игре 22. олимпијаде у Москви                                                                            | Московски кремљ | 7,000,000 (509,500 степен јачине)          |       |
| 1979   | 1 рубља    | Игре 22. олимпијаде у Москви                                                                            | Московски државни универзитет Ломоносов | 5,000,000 (334,500 степен јачине)          |       |
| 1979   | 1 рубља    | Игре 22. олимпијаде у Москви                                                                            | Московски музеј космонаутике, Спутњик 1, Сојуз - заједнички лет                                                                                          | 5,000,000 (334,500 степен јачине)          |       |
| 1980   | 1 рубља    | Игре 22. олимпијаде у Москви                                                                            | Зграда Мосовет, споменик Јурија Долгоруког | 5,000,000 (509,500 степен јачине)          |       |
| 1980   | 1 рубља    | Игре 22. олимпијаде у Москви                                                                            | Олимпијски пламен у Москви | 5,000,000 (509,500 степен јачине)          |       |
| 1981   | 1 рубља    | 20. годишњица од првог људског лета у свемир (грађанин Совјетског Савеза Јуриј Гагарин)                 | Јуриј Гагарин, станица Салут са две копнене летелице Сојуз, датуми: "1961", "1981"                                                                       | 4,000,000 (38.000 степен јачине)           |       |
| 1981   | 1 рубља    | Пријатељство заувек (совјетско-бугарско пријатељство)                                                   | Застава Совјетског Савеза, Застава Бугарске, руковање | 2,000,000 (16.000 степен јачине)           |       |
| 1982   | 1 рубља    | 60. годишњица формирања Совјетског Савеза                                                               | Владимир Лењин у сунчевим зрацима ујутру | 2,000,000 (79.000 степен јачине)           |       |
| 1983   | 1 рубља    | 165. годишњица рођења Карла Маркса                                                                      | Карл Маркс, датуми: "1818", "1883" | 2,000,000 (79.000 степен јачине)           |       |
| 1983   | 1 рубља    | 20. годишњица првог лета у свемир (држављанка Совјетског Савеза Валентина Терешкова)                    | Валентина Терешкова у заштитном оделу космонаута, звезде, датум: "16-19.VI.1963"                                                                         | 2,000,000 (55.000 степен јачине)           |       |
| 1983   | 1 рубља    | 400. годишњица смрти Ивана Фјодорова                                                                    | Иван Фјодоров, датуми: "1510", "1583" | 2,000,000 (35.000 степен јачине)           |       |
| 1984   | 1 рубља    | 150. годишњица од рођења Дмитрија Мендељејева                                                           | Дмитриј Мендељејев, датуми: "1834", "1907" | 2,000,000 (35.000 степен јачине)           |       |
| 1984   | 1 рубља    | 125. годишњица од рођења Александра Попова                                                              | Александар Попов, датуми: "1859", "1906" | 2,000,000 (35.000 степен јачине)           |       |
| 1984   | 1 рубља    | 185. годишњица од рођења Александра Пушкина                                                             | Александар Пушкин, датум: "1799", "1837" | 2,000,000 (35.000 степен јачине)           |       |
| 1985   | 1 рубља    | 115. годишњица од рођења Владимира Лењина                                                               | Владимир Лењин, датум: "1870", "1924" | 2,000,000 (40.000 степен јачине)           |       |
| 1985   | 1 рубља    | 40. годишњица победе совјетског народа над фашистичком Немачком у Великом патриотском рату (1941-1945)  | Орден Отаџбинског рата у сунчевим зрацима, датуми: "1945-1985"                                                                                           | 6,000,000 (40.000 степен јачине)           |       |
| 1985   | 1 рубља    | 12. светски фестивал младих и студената у Москви                                                        | Емблем | 6,000,000 (40.000 степен јачине)           |       |
| 1985   | 1 рубља    | 165. годишњица од рођења Фридриха Енгелса                                                               | Фридрих Енгелс, датум: "1820", "1895" | 2,000,000 (40.000 степен јачине)           |       |
| 1986   | 1 рубља    | Међународна година мира                                                                                 | Емблем | 4,000,000 (45.000 степен јачине)           |       |
| 1986   | 1 рубља    | 275. годишњица од рођења Михаила Ломоносова                                                             | Михаил Ломоносов, датум: "1711", "1765" | 2,000,000 (35.000 степен јачине)           |       |
| 1987   | 1 рубља    | 175. годишњица од Бородинске битке                                                                      | Споменик посвећен Михаилу Кутузову у Бородину, 1812 | 4,000,000 (220.000 степен јачине)          |       |
| 1987   | 1 рубља    | 175. годишњица од Бородинске битке                                                                      | Рељеф - фрагмент споменика Кутузову у Москви | 4,000,000 (220.000 степен јачине)          |       |
| 1987   | 1 рубља    | 130. годишњица од рођења Константина Циолковског                                                        | Споменик Циолковском у Москви, летећа ракета, звезде, датуми: "1857", "1935"                                                                             | 4,000,000 (170.000 степен јачине)          |       |
| 1987   | 1 рубља    | 70. годишњица од Октобарске револуције                                                                  | Срп и чекић и крстарица Аурора | 4,000,000 (200.000 степен јачине)          |       |
| 1988   | 1 рубља    | 120. годишњица од рођења Максима Горког                                                                 | Максим Горки, летећа бурница, датум: "1868—1936" | 4,000,000 (225.000 степен јачине)          |       |
| 1988   | 1 рубља    | 160. годишњица од рођења Лава Толстоја                                                                  | Лав Толстој, датум: "1828—1910" | 4,000,000 (225.000 степен јачине)          |       |
| 1989   | 1 рубља    | 175. годишњица од рођења Тараса Шевченка                                                                | Тарас Шевченко и његов потпис, датум: "1814", "1861" | 3,000,000 (300.000 степен јачине)          |       |
| 1989   | 1 рубља    | 150. годишњица од рођења Модеста Мусоргског                                                             | Модест Мусоргски и његов потпис, датум: "1839", "1881", Новчанице                                                                                        | 3,000,000 (300.000 степен јачине)          |       |
| 1989   | 1 рубља    | 175. годишњица од рођења Михаила Љермонтова                                                             | Михаил Љермонтов и његов потпис, датум: "1814", "1841"                                                                                                   | 3,000,000 (300.000 степен јачине)          |       |
| 1989   | 1 рубља    | 100. годишњица од рођења Хамзе Хакимзадеха Нијазија                                                     | Хамза Хакимзадех Нијази, отворена књига и цвет, датум: "1889", "1929"                                                                                    | 2,000,000 (200.000 степен јачине)          |       |
| 1989   | 1 рубља    | 100. годишњица од смрти Михаила Еминескуа                                                               | Михаил Еминеску и његов потпис, датум: "1850", "1889" | 2,000,000 (200.000 степен јачине)          |       |
| 1990   | 1 рубља    | 130. годишњица од рођења Антона Чехова                                                                  | Антон Чехов и његов потпис, стона лампа и књиге, датум: "1860", "1904"                                                                                   | 3,000,000 (400.000 степен јачине)          |       |
| 1990   | 1 рубља    | 150. годишњица од рођења Петра Чајковског                                                               | Петар Чајковски и његов потпис, датум: "1840", "1893" | 3,000,000 (400.000 степен јачине)          |       |
| 1990   | 1 рубља    | 45. годишњица победе совјетског народа над фашистичком Немачком у Великом патриотском рату (1941-1945)  | Маршал Совјетског Савеза Георгиј Жуков, датира: "1896", "1974"                                                                                           | 2,000,000 (400.000 степен јачине)          |       |
| 1990   | 1 рубља    | 500. годишњица од рођења Франциска Скарине                                                              | Франциск Скарина, држи књигу и оловку, датум: "1490", "1541"                                                                                             | 3,000,000 (400.000 степен јачине)          |       |
| 1990   | 1 рубља    | 125. годишњица од рођења Јаниса Раиниса                                                                 | Јанис Раинис и његов потпис, датум: "1865", "1929" | 3,000,000 (400.000 степен јачине)          |       |
| 1991   | 1 рубља    | 550. годишњица од рођења Алишира Навојија                                                               | Алишир Навоји, датум: "1441", "1501" | 2,500,000 (350.000 степен јачине)          |       |
| 1991   | 1 рубља    | 125. годишњица од рођења Пјотра Лабедева                                                                | Пјотр Лабедев, уређај који је направио за мерење притиска светлости, датира: "1866", "1912"                                                              | 2,500,000 (350.000 степен јачине)          |       |
| 1991   | 1 рубља    | 100. годишњица од рођења Sergei Prokofiev's birth                                                       | Сергеј Прокофјев, датуми "1891" и "1953" одвојени са Кључем                                                                                              | 2,500,000 (350.000 степен јачине)          |       |
| 1991   | 1 рубља    | Туркменски песник Махтумкули                                                                            | Махтумкули, датум: "1733" and "1798" | 2,500,000 (350.000 степен јачине)          |       |
| 1991   | 1 рубља    | 100. годишњица од рођења Константина Иванова, Чувашки песник                                            | Константин Иванов, датум: "1890", "1915" | 2,500,000 (350.000 степен јачине)          |       |
| 1991   | 1 рубља    | 850. годишњица од рођења Незами Ганџави                                                                 | Незами Ганџави држи перо | 2,500,000 (350.000 степен јачине)          |       |
| 1991   | 1 рубља    | Летње олимпијске игре 1992. у Барселони                                                                 | Бициклизам; приказани су савремени бициклиста на бициклу и древна грчка кочија                                                                           | 250.000 степен јачине                      |       |
| 1991   | 1 рубља    | Летње олимпијске игре 1992. у Барселони                                                                 | Бацање копља; приказани су савремени и старогрчки бацачи                                                                                                 | 250.000 степен јачине                      |       |
| 1991   | 1 рубља    | Летње олимпијске игре 1992. у Барселони                                                                 | Рвање; приказани су модерни и древни грчки рвачи | 250.000 степен јачине                      |       |
| 1991   | 1 рубља    | Летње олимпијске игре 1992. у Барселони                                                                 | Скок удаљ; Троскок модерног спортисте и дугачак скок од стране старогрчког атлете                                                                        | 250.000 степен јачине                      |       |
| 1991   | 1 рубља    | Летње олимпијске игре 1992. у Барселони                                                                 | Дизање тегова; савремени спортиста који подиже мрену и древни грчки атлета диже камење док стоји на једној савијеној нози                                | 250.000 степен јачине                      |       |
| 1991   | 1 рубља    | Летње олимпијске игре 1992. у Барселони                                                                 | Трчање; приказан је модеран тркач и два стара грчка тркача                                                                                               | 250.000 степен јачине                      |       |
| 1987   | 3 рубље    | 70. годишњница Октобарске револуције                                                                    | радник, војник и морнар са пушкама, датум: "1917" | 2,500,000 (200.000 степен јачине)          |       |
| 1989   | 3 рубље    | Земљотрес у Јерменији 1988. године                                                                      | пет руку, симболизујући помоћ са пет континената, држе котла са вечним пламеном; рушевине кућа, крилате планине Јерменије у позадини, датум: "7.12.1988" | 3,000,000 (300.000 степен јачине)          |       |
| 1991   | 3 рубље    | 50. годишњица победе у бици за Москву                                                                   | марширање совјетских војника, противтенковска препрека, авион у ваздуху, Спаситељева кула и зид Московског кремља, датирају: "1941", "1991"              | 2,500,000 (350.000 степен јачине)          |       |
| 1987   | 5 рубљи    | 70. годишњица Октобарске револуције                                                                     | Владимир Лењин, датум: 1917 | 1,500,000 (200.000 степен јачине)          |       |
| 1988   | 5 рубљи    | Споменик посвећен Петру Великом у Лењинграду                                                            | Бронзани коњаник на тргу Децембристс у Лењинграду, Петропавловска тврђава у позадини, датум: "1782"                                                      | 2,000,000 (325.000 степен јачине)          |       |
| 1988   | 5 рубљи    | Миленијум Русије споменик у Великом Новгороду                                                           | Споменик, датум: "1862" | 2,000,000 (325.000 степен јачине)          |       |
| 1988   | 5 рубљи    | Саборни храм Свете Софије у Кијеву                                                                      | Храм | 2,000,000 (325.000 степен јачине)          |       |
| 1989   | 5 рубљи    | Храм Василија Блаженог                                                                                  | Храм, датум: "1561" | 2,000,000 (300.000 степен јачине)          |       |
| 1989   | 5 рубљи    | Регистан у Самарканду                                                                                   | Ансамбл | 2,000,000 (300.000 степен јачине)          |       |
| 1989   | 5 рубљи    | Катедрала Благовечности у Москви                                                                        | Катедрала, датум: "1489" | 2,000,000 (300.000 степен јачине)          |       |
| 1990   | 5 рубљи    | Петерхоф палата                                                                                         | палата и фонтана у првом плану | 3,000,000 (400.000 степен јачине)          |       |
| 1990   | 5 рубљи    | Успенска саборна црква у Москви                                                                         | Црква | 3,000,000 (400.000 степен јачине)          |       |
| 1990   | 5 рубљи    | Матенадаран у Јеревану                                                                                  | институт, древни рукопис, орао, штит и мач | 3,000,000 (400.000 степен јачине)          |       |
| 1991   | 5 рубљи    | Црква архангела Михаила у Москви                                                                        | Црква, датум: "1508" | 2,500,000 (350.000 степен јачине)          |       |
| 1991   | 5 рубљи    | Државна банка зграде СССР                                                                               | украшене капије и зграде | 2,500,000 (350.000 степен јачине)          |       |
| 1990   | 5 рубљи    | Споменик Давиду Сасоуну у Јеревану                                                                      | Споменик, датум: "1959" | 2,500,000 (350.000 степен јачине)          |       |
| 1991   | 5 рубљи    | Црвена књига Руске Федерације                                                                           | Вијорога коза на врху стене, спољашњи део: легура бакра и никла, унутрашњи део: легура бакра и цинка                                                     | 550,000 (50.000 степен јачине)             |       |
| 1991   | 5 рубљи    | Црвена књига Руске Федерације                                                                           | Сова, водене биљке у позадини, спољашњи део: легура бакра и никла, унутрашњи део: легура бакра и цинка                                                   | 550,000 (50.000 степен јачине)             |       |

## Сребрни ковани новац
| Година | Апоен    | Комеморативни предмет                                                               | Посвећено | Укупно исковано   | Финоћа | Тежина (у грамима) | Слика |
| ------ | -------- | ----------------------------------------------------------------------------------- | --- | ----------------- | ------ | ------------------ | ----- |
| 1988   | 3 рубље  | 1000. годишњица древне руске архитектуре                                            | Саборни храм Свете Софије у Кијеву                                                                                            | 35,000            | 900    | 31.1               |       |
| 1988   | 3 рубље  | 1000. годишњица древне руске кованице новца                                         | Сребреник из Владимира | 35,000            | 900    | 31.1               |       |
| 1989   | 3 рубље  | 500. годишњица Руске државе                                                         | Први сверуски новчићи | 40,000            | 900    | 31.1               |       |
| 1989   | 3 рубље  | 500. годишњица Руске државе                                                         | Московски кремљ | 40,000            | 900    | 31.1               |       |
| 1990   | 3 рубље  | 500. годишњица Руске државе                                                         | Флота Петра Великог | 40,000            | 900    | 31.1               |       |
| 1990   | 3 рубље  | 500. годишњица Руске државе                                                         | Петропавловска тврђава | 40,000            | 900    | 31.1               |       |
| 1990   | 3 рубље  | Светски самит за децу                                                               | Емблем | 20,000            | 900    | 31.1               |       |
| 1991   | 3 рубље  | 500. годишњица Руске државе                                                         | Бољшој театар | 25,000            | 900    | 31.1               |       |
| 1991   | 3 рубље  | 250. годишњица од открића Руске Америке                                             | Џејмс Кук на Аналаској | 25,000            | 900    | 31.1               |       |
| 1991   | 3 рубље  | 500. годишњица Руске државе                                                         | Тријумфална капија Москве | 40,000            | 900    | 31.1               |       |
| 1991   | 3 рубље  | 250. годишњица од открића Руске Америке                                             | Тврђава Рос | 25,000            | 900    | 31.1               |       |
| 1991   | 3 рубље  | 30. годишњица првог људског лета у свемир (грађанин Совјетског Савеза Јуриј Гагарин | Споменик на Лењинској авенији у Москви, звезда у позадини, датира: "1961", "1991"                                             | 25,000            | 900    | 31.1               |       |
| 1977   | 5 рубљи  | Летње олимпијске игре 1980. у Москви                                                | Лењинград: Адмиралска зграда, Смолни и споменик Владимиру Лењину, Зимски дворац, Рострал колона                               | 250,411 + 121,417 | 900    |                    |       |
| 1977   | 5 рубљи  | Летње олимпијске игре 1980. у Москви                                                | Талин | 251,562 + 122,167 | 900    |                    |       |
| 1977   | 5 рубљи  | Летње олимпијске игре 1980. у Москви                                                | Кијев: споменик у Парку вечне славе, "Дружба" облакодер на Хрешчатику, зграда Врховног совјета Украјинске ССР                 | 250,037 + 121,137 | 900    |                    |       |
| 1977   | 5 рубљи  | Летње олимпијске игре 1980. у Москви                                                | Минск: Трг Победника, Спортска хала                                                                                           | 250,040 + 121,137 | 900    |                    |       |
| 1978   | 5 рубљи  | Летње олимпијске игре 1980. у Москви                                                | Пливање: лептир стил, базен у спортском комплексу Олимпијски у позадини                                                       | 226,665 + 118,335 | 900    |                    |       |
| 1978   | 5 рубљи  | Летње олимпијске игре 1980. у Москви                                                | Трчање: тркач, стадион у позадини                                                                                             | 226,653 + 118,353 | 900    |                    |       |
| 1978   | 5 рубљи  | Летње олимпијске игре 1980. у Москви                                                | Јахање | 220,603 + 118,409 | 900    |                    |       |
| 1978   | 5 рубљи  | Летње олимпијске игре 1980. у Москви                                                | Скок увис | 220,583 + 119,143 | 900    |                    |       |
| 1979   | 5 рубљи  | Летње олимпијске игре 1980. у Москви                                                | Бацање кладива | 207,078 + 107,928 | 900    |                    |       |
| 1979   | 5 рубљи  | Летње олимпијске игре 1980. у Москви                                                | Дизање тегова: спортиста после надглавног трзаја, Измаилово палата спорта                                                     | 207,078 + 107,928 | 900    |                    |       |
| 1980   | 5 рубљи  | Летње олимпијске игре 1980. у Москви                                                | Гимнастика: гимнастичар који стоји на рукама, Палата спортова на стадиону Централни Лењин                                     | 126,220 + 95,420  | 900    |                    |       |
| 1980   | 5 рубљи  | Летње олимпијске игре 1980. у Москви                                                | Стреличарство | 126,220 + 95,420  | 900    |                    |       |
| 1980   | 5 рубљи  | Летње олимпијске игре 1980. у Москви                                                | Народни спорт Городки: играч који баца палицом; городки фигуре (виљушка, добро, топ, јастог, стражари, инсталација митраљеза) | 126,220 + 95,420  | 900    |                    |       |
| 1980   | 5 рубљи  | Летње олимпијске игре 1980. у Москви                                                | народни спорт "Исинди": два коњаника током гоњења, један од њих баца копље на другог                                          | 126,220 + 95,420  | 900    |                    |       |
| 1977   | 10 рубљи | Летње олимпијске игре 1980. у Москви                                                | Москва: Московски кремљ | 250,414 + 121,423 | 900    |                    |       |
| 1977   | 10 рубљи | Летње олимпијске игре 1980. у Москви                                                | Карта СССРа | 250,040 + 121,137 | 900    |                    |       |
| 1978   | 10 рубљи | Летње олимпијске игре 1980. у Москви                                                | Бициклизам | 226,504 + 118,353 | 900    |                    |       |
| 1978   | 10 рубљи | Летње олимпијске игре 1980. у Москви                                                | Веслање | 226,404 + 118,403 | 900    |                    |       |
| 1978   | 10 рубљи | Летње олимпијске игре 1980. у Москви                                                | народни спорт "Отмица девојке": коњаник и коњичка током гоњења                                                                | 226,404 + 118,403 | 900    |                    |       |
| 1978   | 10 рубљи | Летње олимпијске игре 1980. у Москви                                                | Скок мотком | 220,583 + 119,343 | 900    |                    |       |
| 1979   | 10 рубљи | Летње олимпијске игре 1980. у Москви                                                | Кошарка | 220,583 + 119,243 | 900    |                    |       |
| 1979   | 10 рубљи | Летње олимпијске игре 1980. у Москви                                                | одбојка: играчи у акцији (напад и блок), Лужњики арена                                                                        | 220,583 + 119,243 | 900    |                    |       |
| 1979   | 10 рубљи | Летње олимпијске игре 1980. у Москви                                                | Џудо: борба, Палата спортова на централном стадиону Лењина                                                                    | 207,078 + 107,928 | 900    |                    |       |
| 1979   | 10 рубљи | Летње олимпијске игре 1980. у Москви                                                | бокс: боксери током борбе, затворени стадион спортског комплекса Олимпијски у позадини                                        | 207,078 + 107,928 | 900    |                    |       |
| 1979   | 10 рубљи | Летње олимпијске игре 1980. у Москви                                                | Народни спорт дизања тегова: спортиста у акцији                                                                               | 207,078 + 107,928 | 900    |                    |       |
| 1980   | 10 рубљи | Летње олимпијске игре 1980. у Москви                                                | народни спорт "Плес орла и куреша": борбени рвачеви, победници који изводе "плес орла"                                        | 126,220 + 95,420  | 900    |                    |       |
| 1980   | 10 рубљи | Летње олимпијске игре 1980. у Москви                                                | народни спорт "Надвлачење конопца": два тима током такмичења                                                                  | 126,220 + 95,420  | 900    |                    |       |
| 1980   | 10 рубљи | Летње олимпијске игре 1980. у Москви                                                | народни спорт "Раса јелена"                                                                                                   | 126,220 + 95,420  | 900    |                    |       |

## Златни новчићи
| Година | Апоен     | Комеморативни предмет                       | Посвећено                          | Укупно исковано  | Финоћа | Тежина (у грамима) | Слика |
| ------ | --------- | ------------------------------------------- | ---------------------------------- | ---------------- | ------ | ------------------ | ----- |
| 1991   | 10 рубљи  | Руски балет                                 | Бољшој театар                      | 6,000            | 585    | 2.65               |       |
| 1991   | 25 рубљи  | Руски балет                                 | Бољшој театар                      | 5,000            | 585    | 5.32               |       |
| 1991   | 25 рубљи  | Руски балет                                 | Бољшој театар                      | 1,500            | 999    | 3.11               |       |
| 1988   | 50 рубљи  | 1000. годишњица древне руске архитектуре    | Софијски сабор (Велики Новгород)   | 25,000           | 900    | 8.75               |       |
| 1989   | 50 рубљи  | 500. годишњица Руске државе                 | Успенска саборна црква             | 25,000           | 900    | 8.75               |       |
| 1990   | 50 рубљи  | 500. годишњица Руске државе                 | Црква Архангела Гаврила            | 25,000           | 900    | 8.75               |       |
| 1991   | 50 рубљи  | 500. годишњица Руске државе                 | Катедрала Светог Исака             | 25,000           | 900    | 8.75               |       |
| 1991   | 50 рубљи  | Руски балет                                 | Бољшој театар                      | 2,400            | 585    | 13.3               |       |
| 1991   | 50 рубљи  | Руски балет                                 | Бољшој театар                      | 1,500            | 999    | 7.78               |       |
| 1977   | 100 рубљи | Летње олимпијске игре 1980. у Москви        | Емблем                             | 81,752 (38,036)  | 900    | 17.45              |       |
| 1978   | 100 рубљи | Летње олимпијске игре 1980. у Москви        | Стадион Лужњики                    | 107,340 (45,317) | 900    | 17.45              |       |
| 1978   | 100 рубљи | Летње олимпијске игре 1980. у Москви        | Умиваоник за веслање               | 100,406 (43,253) | 900    | 17.45              |       |
| 1979   | 100 рубљи | Летње олимпијске игре 1980. у Москви        | Велодром                           | 97,126 (42,213)  | 900    | 17.45              |       |
| 1979   | 100 рубљи | Летње олимпијске игре 1980. у Москви        | Дружба мултифункционална арена     | 91,506 (38,003 ) | 900    | 17.45              |       |
| 1980   | 100 рубљи | Летње олимпијске игре 1980. у Москви        | Олимпијски пламен                  | 52,440 (27,820)  | 900    | 17.45              |       |
| 1988   | 100 рубљи | 1000. годишњица древне руске кованице новца | Златник из града Владимир          | 14,000           | 900    | 17.45              |       |
| 1989   | 100 рубљи | 500. годишњица Руске државе                 | Државни печат Ивана III Васиљевича | 14,000           | 900    | 17.45              |       |
| 1990   | 100 рубљи | 500. годишњица Руске државе                 | Споменик посвећен Петру Великом    | 14,000           | 900    | 17.45              |       |
| 1991   | 100 рубљи | 500. годишњица Руске државе                 | Лав Толстој                        | 14,000           | 900    | 17.45              |       |
| 1991   | 100 рубљи | Руски балет                                 | Бољшој театар                      | 1,200            | 585    | 26.58              |       |
| 1991   | 100 рубљи | Руски балет                                 | Бољшој театар                      | 1,500            | 999    | 15.55              |       |

## Новчићи од платине
| Година | Апоен     | Комеморативни предмет                                        | Посвећено                   | Укупно исковано | Финоћа | Тежина (у грамима) | Слика |
| ------ | --------- | ------------------------------------------------------------ | --------------------------- | --------------- | ------ | ------------------ | ----- |
| 1977   | 150 рубљи | Летње олимпијске игре 1980. у Москви                         | Емблем                      | 34,070 (24,160) | 999    | 15.55              |       |
| 1978   | 150 рубљи | Летње олимпијске игре 1980. у Москви                         | Бацач диска (Дискоболос)    | 33,256 (19,853) | 999    | 15.55              |       |
| 1979   | 150 рубљи | Летње олимпијске игре 1980. у Москви                         | Рвачи                       | 32,556 (18,978) | 999    | 15.55              |       |
| 1980   | 150 рубљи | Летње олимпијске игре 1980. у Москви                         | Кочије                      | 26,806 (17,708) | 999    | 15.55              |       |
| 1980   | 150 рубљи | Летње олимпијске игре 1980. у Москви                         | Трчање                      | 20,690 (12,870) | 999    | 15.55              |       |
| 1988   | 150 рубљи | 1000. годишњица древне руске књижевности                     | Слово о Игоровом походу     | 12,000          | 999    | 15.55              |       |
| 1989   | 150 рубљи | 500. годишњица Руске државе                                  | Велико стајање на реци Угри | 16,000          | 999    | 15.55              |       |
| 1990   | 150 рубљи | 500. годишњица Руске државе                                  | Битка код Полтаве           | 16,000          | 999    | 15.55              |       |
| 1990   | 150 рубљи | 250. годишњица од открића Руске Америке                      | брод Свети Габриел          | 6,500           | 999    | 15.55              |       |
| 1991   | 150 рубљи | 500. годишњица руске државе (Наполеонова инвазија на Русију) |                             | 16,000          | 999    | 15.55              |       |
| 1991   | 150 рубљи | 250. годишњица од открића Руске Америке                      | Инокентије Аљаски           | 6,500           | 999    | 15.55              |       |

## Новчићи од паладијума
| Година | Апоен    | Комеморативни предмет                | Посвећено                          | Укупно исковано | Финоћа | Тежина (у грамима) | Слика |
| ------ | -------- | ------------------------------------ | ---------------------------------- | --------------- | ------ | ------------------ | ----- |
| 1991   | 5 рубљи  | Руски балет                          | балерина у улози Одете             | 6,000           | 999    | 7.87               |       |
| 1990   | 10 рубљи | Руски балет                          | балерина у улози Одете             | 1,400           | 999    | 15.55              |       |
| 1991   | 10 рубљи | Руски балет                          | балерина у улози Одете             | 8,000           | 999    | 15.55              |       |
| 1988   | 25 рубљи | 1000. годишњица крштења Русије       | Споменик кнезу Владимиру I Великом | 7,000           | 999    | 31.1               |       |
| 1989   | 25 рубљи | 500. годишњица Руске државе          | Иван III Васиљевич                 | 12,000          | 999    | 31.1               |       |
| 1989   | 25 рубљи | Руски балет                          | балерина у улози Одете             | 6,500           | 999    | 31.1               |       |
| 1990   | 25 рубљи | 500. годишњица Руске државе          | Петар Велики                       | 12,000          | 999    | 31.1               |       |
| 1990   | 25 рубљи | 250. годишњица открића Руске Америке | Брод Свети Петар                   | 6,500           | 999    | 15.55              |       |
| 1990   | 25 рубљи | 250. годишњица открића Руске Америке | Брод Апостол Павле                 | 6,500           | 999    | 15.55              |       |
| 1990   | 25 рубљи | Руски балет                          | балерина у улози Одете             | 24,000          | 999    | 15.55              |       |
| 1991   | 25 рубљи | 500. годишњица Руске државе          | Руска реформа о еманципацији       | 12,000          | 999    | 15.55              |       |
| 1991   | 25 рубљи | 250. годишњица открића Руске Америке | Залив Три Свеца                    | 6,500           | 999    | 15.55              |       |
| 1991   | 25 рубљи | 250. годишњица открића Руске Америке | Ситка (Аљаска)                     | 6,500           | 999    | 15.55              |       |
| 1991   | 25 рубљи | Руски балет                          | балерина у улози Одете             | 3,000           | 999    | 31.1               |       |